# Miklósi
Miklósi is een plaats (község) en gemeente in het Hongaarse comitaat Somogy. Miklósi telt 254 inwoners (2001).